# Großblittersdorf
Großblittersdorf (amtlich französisch Grosbliederstroff) ist eine französische Gemeinde mit 3322 Einwohnern (Stand 1. Januar 2022) im Département Moselle in der Region Grand Est (bis 2015 Lothringen). Sie grenzt an Deutschland und an die Gemeinde Kleinblittersdorf, mit der sie durch die Freundschaftsbrücke verbunden ist, die die Saar überspannt. Der Ort wurde urkundlich erstmals im Jahr 777 als Blittharia villa erwähnt.
Die Einwohner nennen sich auf Französisch Blithariens. Ihre Spitznamen sind „Die Grumbere-Gerschel“ und „Blidderschdorfer Kärelecker“.

## Kultur und Sprache
Amtssprache ist Französisch, doch ist Deutsch unter der Bevölkerung sehr verbreitet. Bedingt durch die Nähe zum Ballungsraum Saarbrücken sind rund 20 % der Einwohner deutsche Staatsangehörige.

## Geschichte
Groß- und Kleinblittersdorf waren in Mittelalter und früher Neuzeit lediglich zwei an gegenüberliegenden Ufern der Saar gelegene Teile des im Jahr 777 urkundlich erwähnten lothringischen Ortes Bliederstorff. Die Präfixe Groß- bzw. Klein- für die beiden Ortsteile tauchten erstmals Ende des 16. Jahrhunderts auf und waren lediglich ein Indikator für die unterschiedliche Einwohnerzahl. Durch die Beschlüsse des Wiener Kongresses seit 1815 getrennt, gehörten beide Ortsteile nach dem Deutsch-Französischen Krieg ab 1871 zum Deutschen Reich, wenn auch zu unterschiedlichen Teilstaaten (G. zum Reichsland Elsaß-Lothringen, K. zur preußischen Rheinprovinz). Ab 1919 war Großblittersdorf wieder eine Gemeinde in Frankreich, während Kleinblittersdorf infolge des Versailler Vertrags im französisch kontrollierten, vom Völkerbund verwalteten Saargebiet und ab 1935 im Dritten Reich lag. Von 1940 bis zum Ende des Zweiten Weltkriegs wieder gemeinsam im deutschen Herrschaftsbereich gelegen, folgte bis 1956 – wie schon von 1919 bis 1935 – erneut eine Zeit, in der beide Orte unter französischem Einfluss standen: Großblittersdorf – nun in Grosbliederstroff umbenannt –, als Gemeinde im Département Moselle, Kleinblittersdorf im teilautonomen Saarland, das durch den Saarvertrag zum 1. Januar 1957 ein deutsches Bundesland wurde.

## Bevölkerungsentwicklung

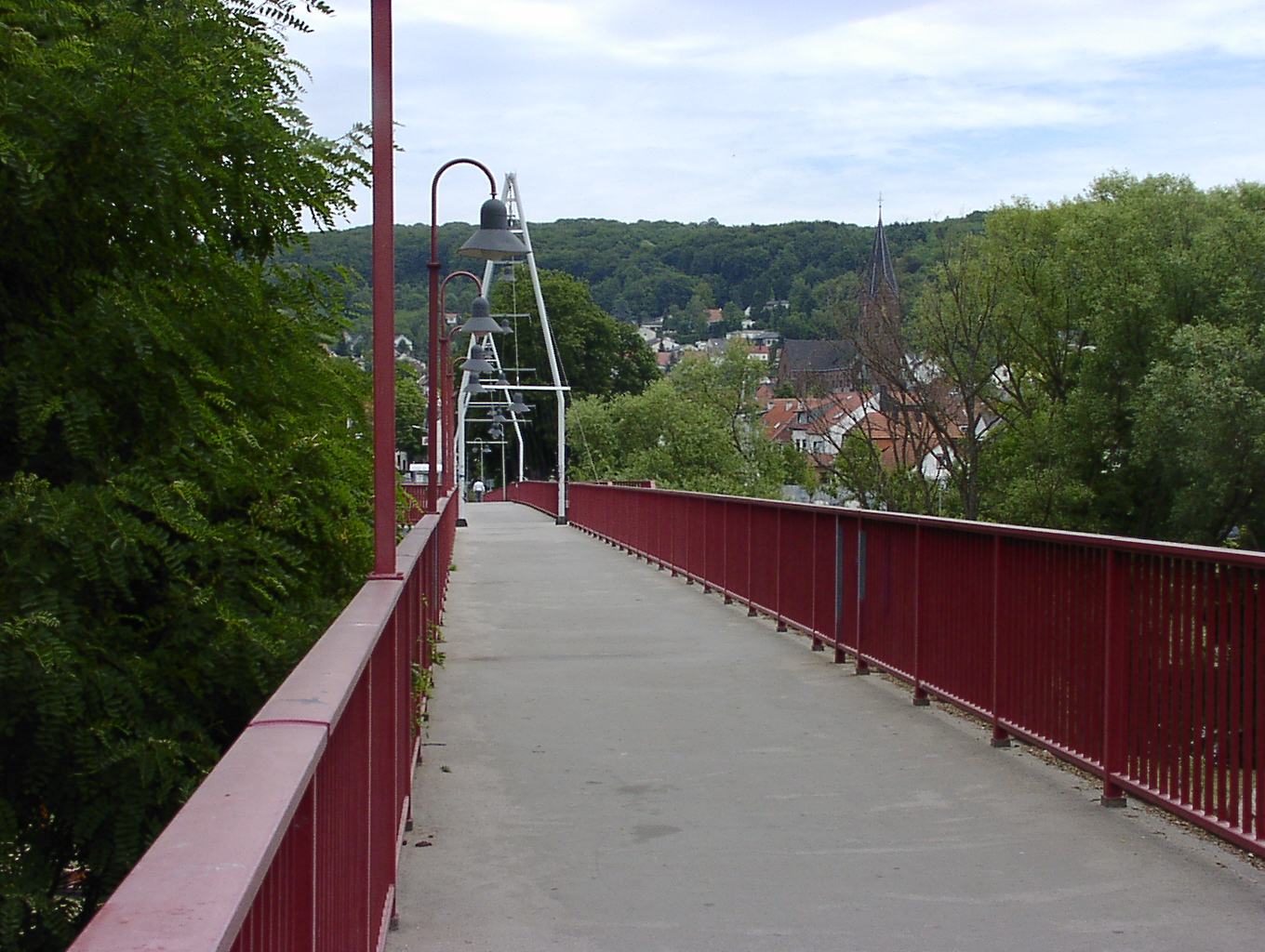
Freundschaftsbrücke von 1993

| Jahr      | 1962 | 1968 | 1975 | 1982 | 1990 | 1999 | 2007 | 2019 |
| --------- | ---- | ---- | ---- | ---- | ---- | ---- | ---- | ---- |
| Einwohner | 3108 | 3218 | 3279 | 3163 | 3092 | 3334 | 3305 | 3296 |

## Sehenswürdigkeiten
Sehenswürdigkeiten von Großblittersdorf sind die Kirche Saint Innocent, das Marienheiligtum Notre Dame du Brandenbusch und der Parcours de santé et botanique. Besonders sehenswert ist die Ausstattung der von der Prämonstratenserabtei Wadgassen im 18. Jahrhundert erbauten Pfarrkirche. Hier und in der Kapelle Sainte-Croix am Marktplatz findet man wertvolle Altäre und Statuen der Bildhauerfamilie Guldner aus Berus aus der Erbauungszeit.

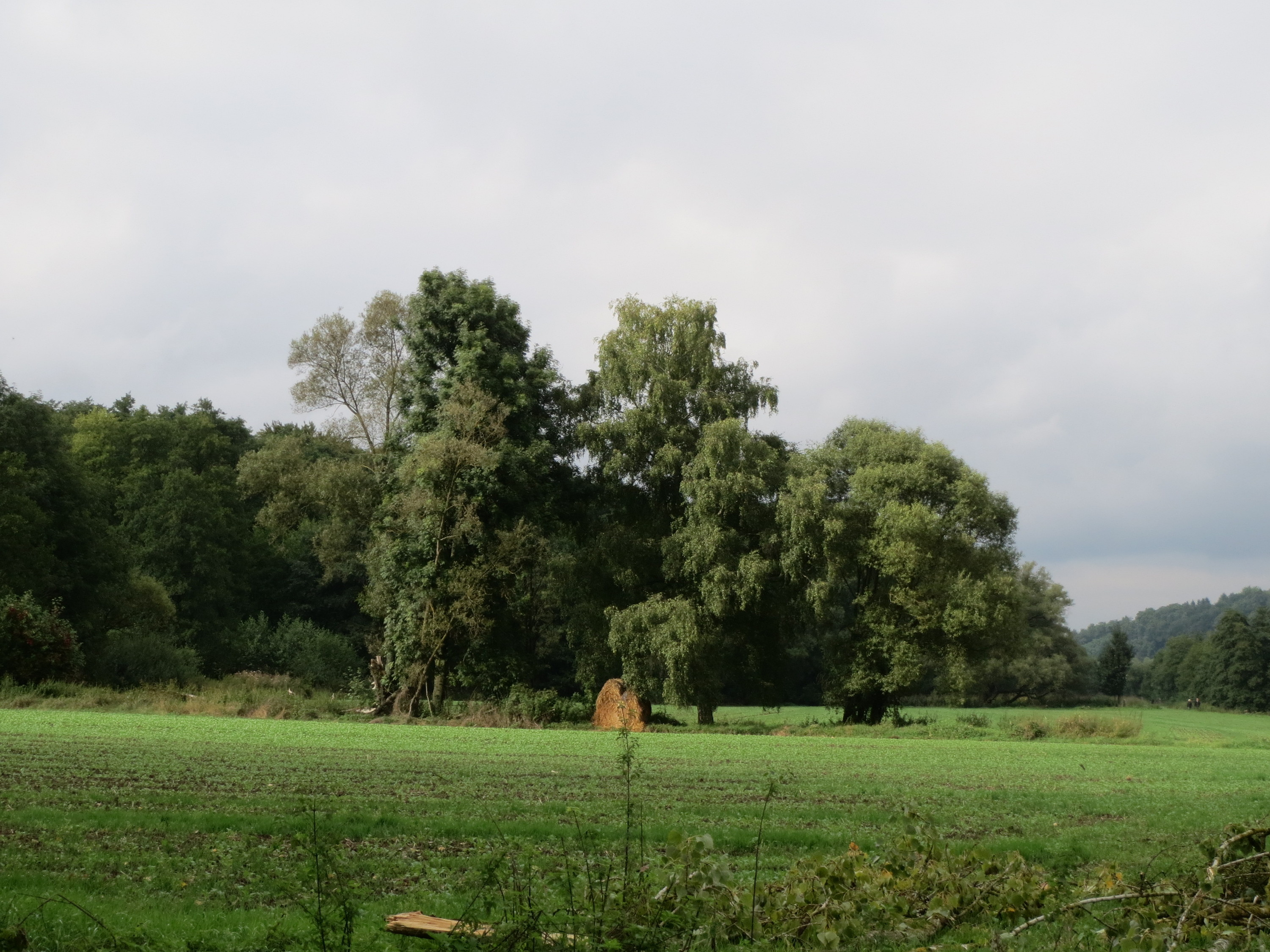
Saarauen bei Großblittersdorf

Nördlich von Großblittersdorf an der Grenze zu Güdingen (Saarbrücken) findet sich an der Saar eine Flussauenlandschaft mit bemerkenswerter Flora und Fauna, zum Teil auch mit seltenen Arten. Daneben schließt sich als Waldstück der „Bruch“ an.

## Gemeindepartnerschaften
Großblittersdorf unterhält eine Partnerschaft mit der saarländischen Nachbargemeinde Kleinblittersdorf.

## Persönlichkeiten
- Marie Catherine Kneup (1899–1938), Widerstandskämpferin, die wegen angeblichen Landesverrats hingerichtet wurde
- Werner vom Scheidt (1894–1984), deutscher Maler und Graphiker